# 코자르스카두비차

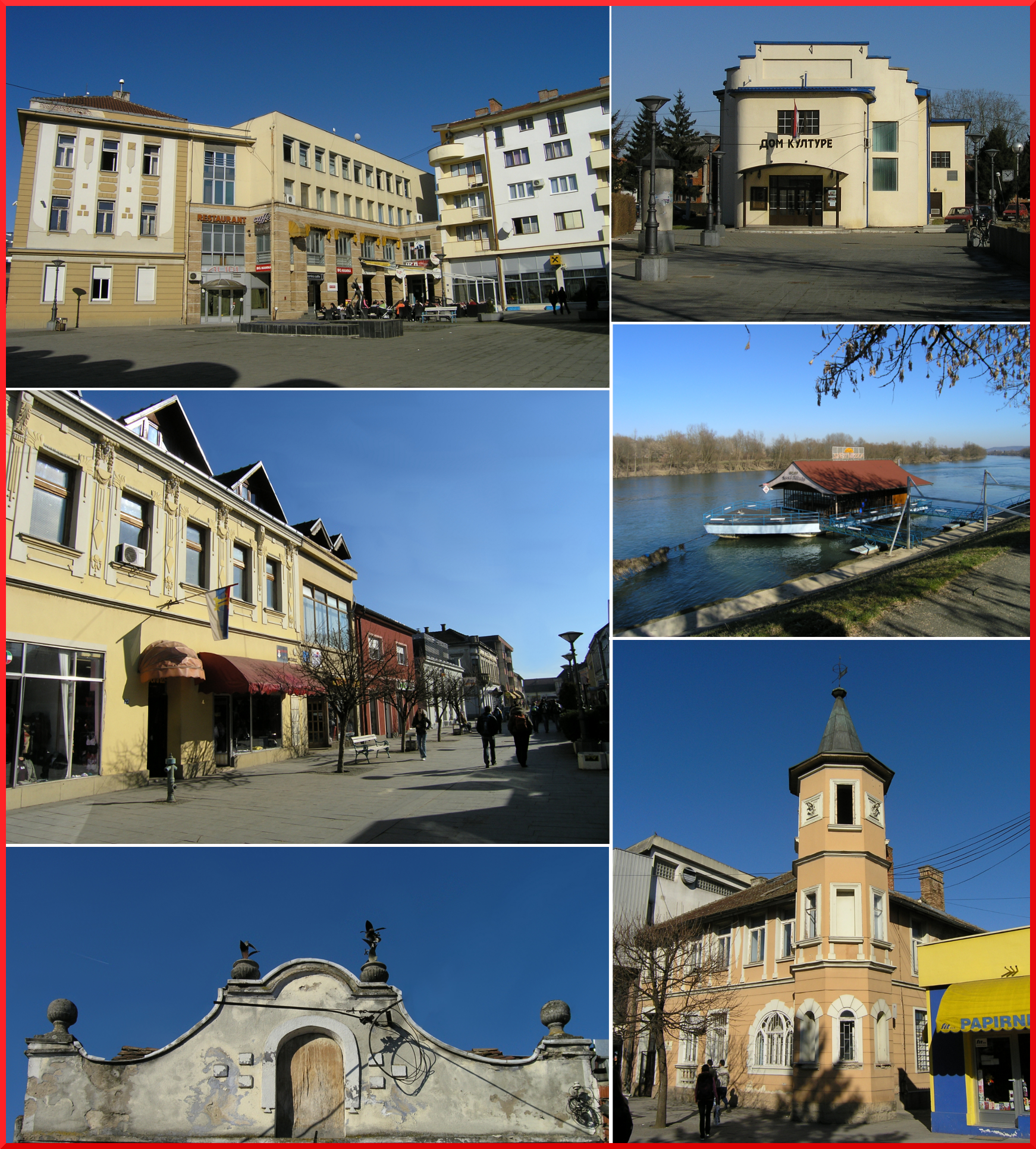
코자르스카두비차

코자르스카두비차의 위치

코자르스카두비차(세르비아어: Козарска Дубица, Kozarska Dubica, 보스니아어: Kozarska Dubica, 크로아티아어: Kozarska Dubica) 또는 보산스카두비차(세르비아어: Босанска Дубица, Bosanska Dubica, 보스니아어: Bosanska Dubica, 크로아티아어: Bosanska Dubica)는 보스니아 헤르체고비나 북부에 위치한 도시로 면적은 499.01km2, 높이는 104m, 인구는 23,074명(2013년 기준), 인구는 46.2명/km2이다.
행정 구역상으로는 스릅스카 공화국에 속한다. 자그레브-베오그라드 고속도로에서 26km 정도 떨어진 곳에 위치하며 북쪽으로는 크로아티아와 국경을 접한다.

시 문장